# عبد الله بيدان
عبد الله بيدان (مواليد 19 أغسطس 1967) هو لاعب كرة قدم. يلعب مع منتخب المغرب لكرة القدم. سبق له أن لعب في كأس العالم لكرة القدم مع منتخب بلاده.

## روابط خارجية
- عبد الله بيدان على موقع الاتحاد الدولي (مؤرشف)  (الإنجليزية)
- عبد الله بيدان على موقع قاعدة بيانات كرة القدم.إي يو (الإنجليزية)
- عبد الله بيدان على موقع عالم كرة القدم.نت (الإنجليزية)